# 徐勋
徐勋，福建长汀人，明朝政治人物。徐以任之子。
早年担任福建永安县知县一职，在任期间清慎才能，修建桥梁、立社学。后因病去世。